# 大野町 (大分県)
大野町（おおのまち）とは、大分県大野郡に位置し、沈堕の滝やぼたん桜等で知られていた町である。
2005年3月31日に大野郡三重町・清川村・緒方町・朝地町・千歳村・犬飼町と合併し豊後大野市となったため、自治体としては消滅した。

## 地理
- 山：烏帽子岳、障子岳
- 河川：茜川、平井川、十時川

## 歴史
- 1907年（明治40年）6月1日 - 大野村・田中村・中井田村・土師村・養老村が合併して東大野村が発足。
- 1928年（昭和3年） - 東大野村が町制を施行して大野町となる。
- 1966年（昭和41年） - 旧役場庁舎（現支所庁舎）（鉄筋3階建、延1,278.94m2）が完成する。
- 1968年（昭和43年） - 町のシンボルマークの町章が制定される。
- 1981年（昭和56年） - ナウマンゾウの化石(3万年前のものと推定）が酒井寺地区で発掘される。
- 1992年（平成4年） - 「豊肥地区農道離着陸場」（現大分県央飛行場）が開港する。
- 2000年（平成12年） - 第51回全国植樹祭が藤北地区で開催される。
- 2005年（平成17年） - 大野町閉町式が行われ、77年の歴史に幕を下ろす。

## 行政
- 町長
  - 野中庫紀
  - 後藤欣明（2001年 - 2002年）
  - 佐伯和光（2002年 - 2005年、大野町最後の町長）

## 経済

### 伝統工芸
- 犬山神楽

### 特産品
- かんしょ（サツマイモ）
- ピーマン
- 豊後牛
- 葉タバコ

### 産業
- 主な産業：農業、運輸業、林業
- 産業人口：1.9%

## 地域

### 教育

#### 中学校
- 大野町立大野中学校

#### 小学校
- 大野町立北部小学校
- 大野町立西部小学校
- 大野町立東部小学校
- 大野町立南部小学校
- 大野町立中部小学校（現:大野小学校）

#### 幼稚園・保育所
- 大野ルンビニー保育園
- 大野町立中部幼稚園他

## 交通

### 空港
- 大分県央飛行場（その他飛行場）

### 鉄道
鉄道路線は無し。

### 道路

#### 一般国道
- 国道57号

#### 県道
主要地方道
- 大分県道26号三重野津原線
- 大分県道41号大分大野線

一般県道
- 大分県道210号緒方大野線
- 大分県道632号中土師犬飼線
- 大分県道657号池田大原線
- 大分県道693号百枝大野線

## 名所・旧跡・観光スポット・祭事・催事

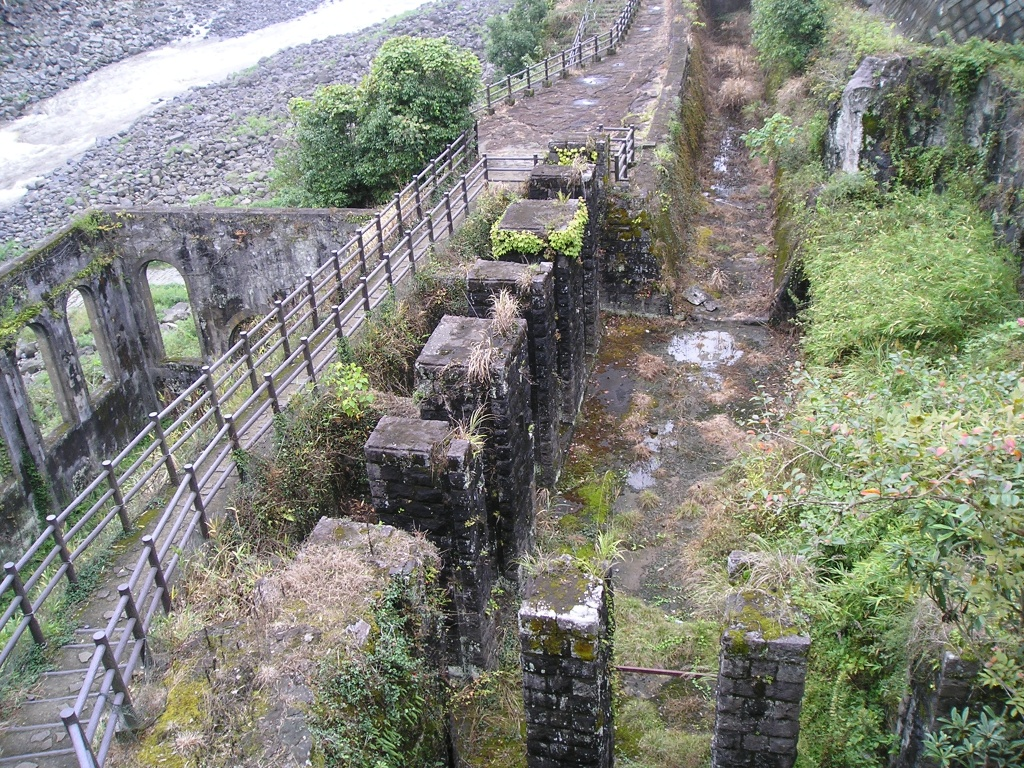
沈堕発電所跡

- 師田原ダム
- えぼし公園
- 沈堕の滝
  - 沈堕発電所跡
- ふるさと体験村
- 落水磨崖仏
- 西川渓谷
- 浅草八幡神社
- 常忠寺
- 木下磨崖仏